# 特雷溫卡山
42°14′33.6″N 6°47′45.6″W / 42.242667°N 6.796000°W
特雷溫卡山（西班牙語：Peña Trevinca），是西班牙的山峰，位於該國北部，處於萊昂山脈和加利西亞山脈之間，屬於加利西亞山脈的一部分，海拔高度2,127米。

## 參考資料

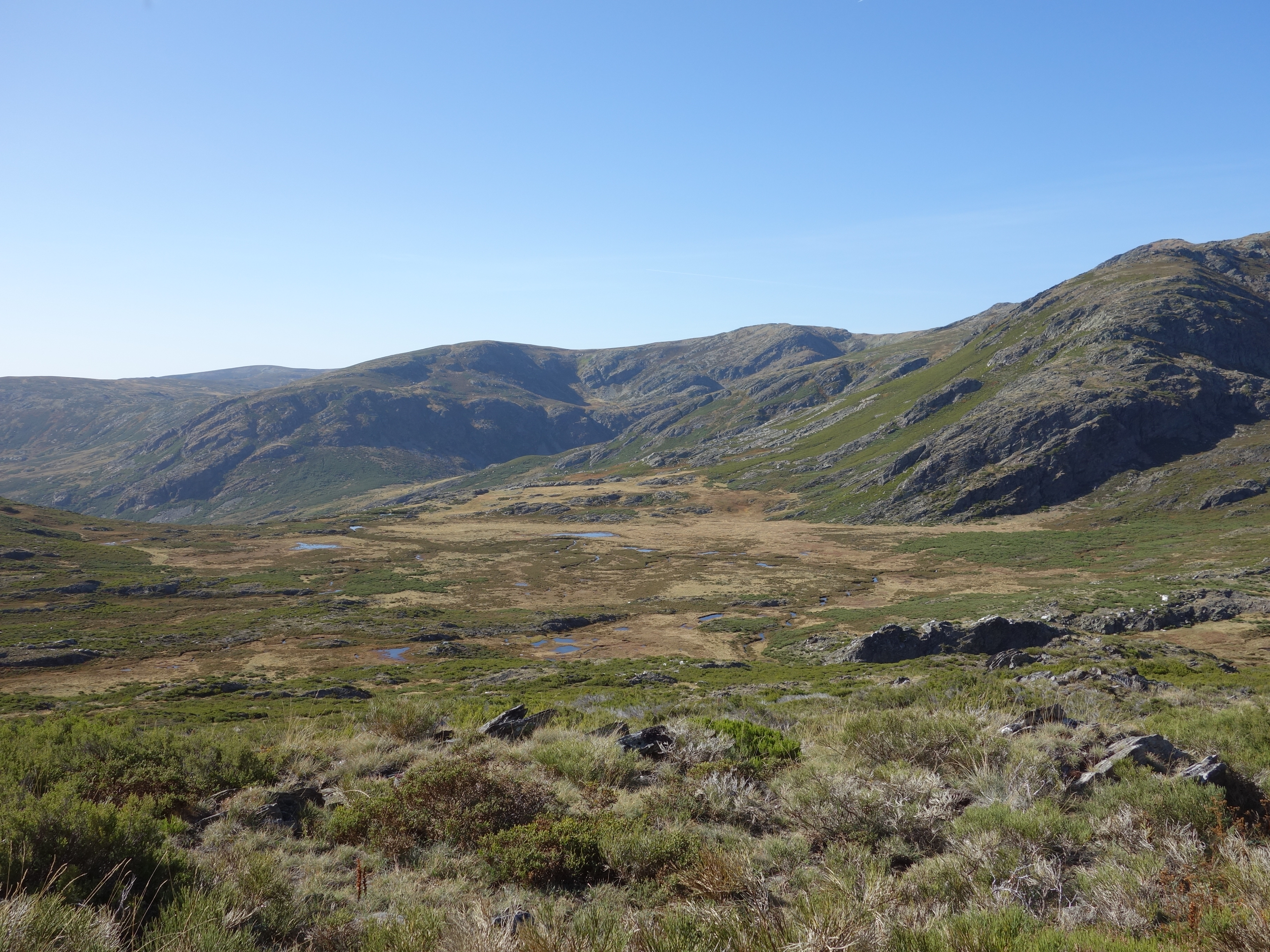
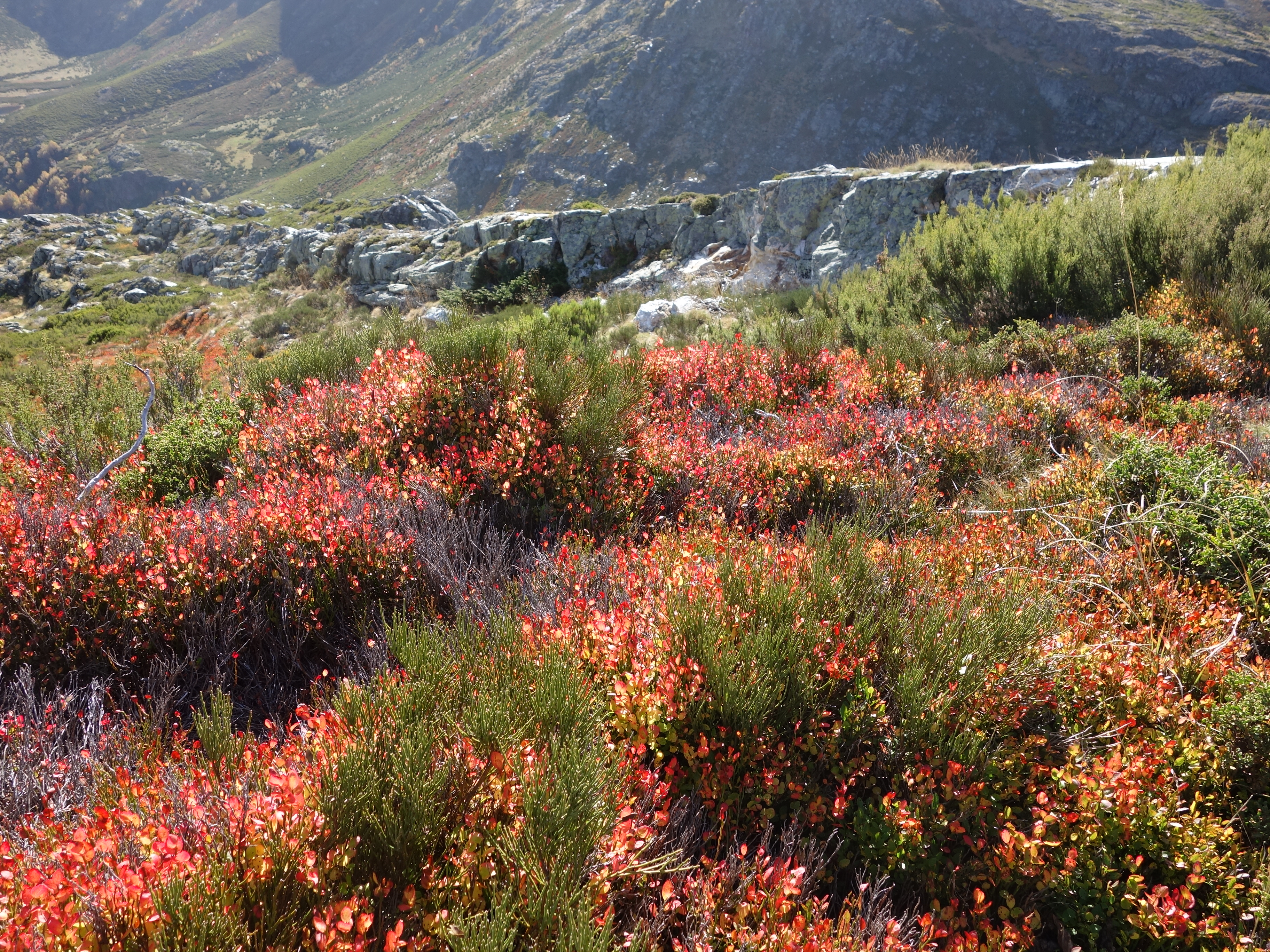
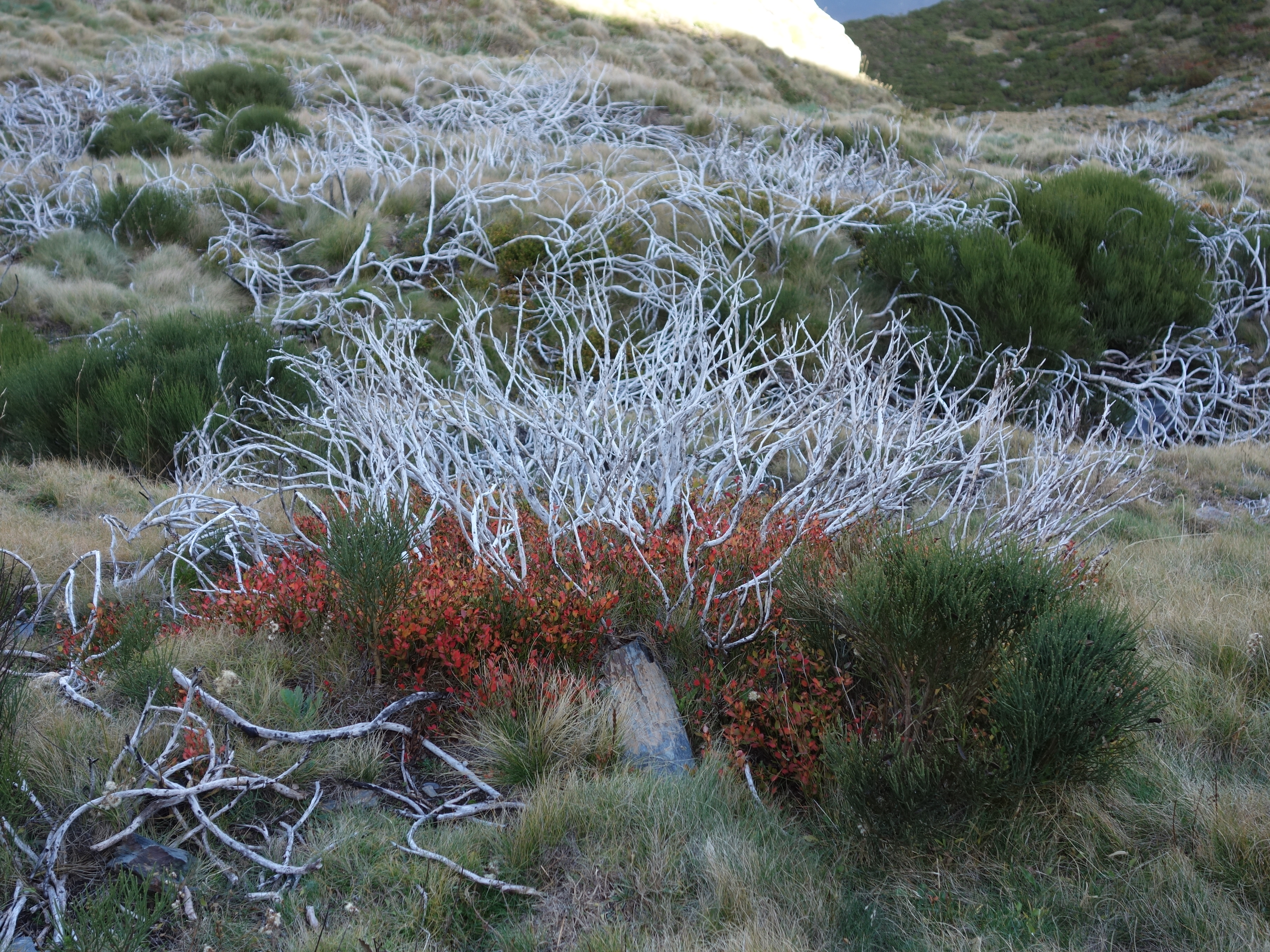